# Distrikt Camanti
Der Distrikt Camanti liegt in der Provinz Quispicanchi der Region Cusco in Südzentral-Peru. Der Distrikt wurde am 2. Oktober 1951 gegründet. Er besitzt eine Fläche von 3361 km². Beim Zensus 2017 lebten 2481 Einwohner im Distrikt. Im Jahr 1993 lag die Einwohnerzahl bei 2175, im Jahr 2007 bei 2073. Die Distriktverwaltung befindet sich in der 873 m hoch gelegenen Kleinstadt Quincemil (alternative Schreibweise: Quince Mil) mit 1950 Einwohnern (Stand 2017). Quincemil liegt am Río Araza 107 km ostnordöstlich der Provinzhauptstadt Urcos. Die Fernstraße von Puno nach Cusco führt durch die Stadt.

## Geographische Lage
Der Distrikt Camanti befindet sich im äußersten Nordosten der Provinz Quispicanchi. Der Distrikt erstreckt sich über die Nordostflanke der peruanische Ostkordillere. Er reicht im Südwesten bis zu den Ausläufern der Cordillera Vilcanota. Im Südwesten erhebt sich der 5079 m hohe Ancahuachana, an der südlichen Distriktgrenze der 5242 m hohe Vizcachani. Der Río Araza durchquert den Distrikt in nordöstlicher Richtung und entwässert dabei diesen. Die Transoceánica folgt dem Flusslauf des Río Araza. Im äußersten Nordosten reicht der Distrikt bis zur Mündung des Río Araza in den Río Inambari.
Der Distrikt Camanti grenzt im Südwesten an den Distrikt Marcapata, im Westen an den Distrikt Kosñipata (Provinz Paucartambo), im Nordwesten an den Distrikt Madre de Dios (Provinz Manu), im Norden an den Distrikt Huepetuhe (Provinz Tambopata) sowie im Osten an die Distrikte Ayapata, San Gabán und Ollachea (alle drei in der Provinz Carabaya).